# Buena Vista Township (comté de Clayton, Iowa)
Pour les articles homonymes, voir Buena Vista Township.
Buena Vista Township est un township, du comté de Clayton en Iowa, aux États-Unis,.
Le township est nommé en l'honneur de la bataille de Buena Vista qui a lieu durant la guerre américano-mexicaine.

## Source de la traduction
- (en) Cet article est partiellement ou en totalité issu de l’article de Wikipédia en anglais intitulé « Buena Vista Township, Clayton County, Iowa » (voir la liste des auteurs).